# Vrbas (město)
Vrbas (v srbské cyrilici Врбас, maďarsky Verbász) je město v srbské Vojvodině, administrativně součást Jihobačského okruhu. Rozkládá se v nadmořské výšce 82 m n. m. V roce 2011 mělo podle sčítání lidu 24 112 obyvatel. Je sídlem stejnojmenné opštiny.

## Název města
Název města je odvozen od slovanského slova vrba. V této podobě byl foneticky přepsán i do maďarštiny jako Verbász a do němčiny jako Werbass.
Od roku 1983 zněl celý název města Titov Vrbas/Титов Врбас podle jugoslávské hlavy státu, Josipa Broze Tita. V 90. letech byl městu navrácen původní název.

## Historie
Město bylo poprvé zmíněno v roce 1387 v záznamu o změně vlastnictví mezi feudálními rody. V jeho blízkosti se nacházela avarská a slovanská hradiště. V tureckých pozemkových záznamech (defterech) bylo k roku 1590 evidováno v této lokalitě 36 osob.
Po roce 1720 se sem přistěhovali první Srbové; pouhých 20 let po skončení poslední velké války mezi Rakouskem a Osmanskou říší dochází ke kolonizaci Dolních Uher. Kromě Srbů tak přicházejí také Maďaři, Němci, ale například i Slováci, nebo Rusíni. V roce 1786 žilo ve Vrbasu 178 rodin a evidováno bylo na 250 domů. Kromě protestantských církví zde byla zastoupena i římskokatolická a roku 1885 byl postaven kostel. Vrbas byl tehdy postaven jako nové sídlo na zelené louce; koexistoval s původní obcí jako Novi Vrbas (maďarsky Újverbász). Měl většinově německé obyvatelstvo.
Podle posledního uherského sčítání lidu žilo ve Vrbasu 4853 obyvatel, z nichž bylo 615 Maďarů, 1837 Němců a 1813 Srbů. K Římskokatolické církvi se hlásilo 563 obyvatel, k řeckokatolické 563 obyvatel, k luteránství 1497 lidí a 1783 bylo řeckých pravoslavných. Ještě v období existence Rakousko-Uherska zde začal vznikat drobný průmysl, např. cukrovar v roce 1913 nebo závod na výrobu oleje v roce 1885. V roce 1908 byl Vrbas elektrifikován.
Německá menšina žila ve Vrbasu a jeho okolí až do roku 1945. Těsně před druhou světovou válkou byli místní Němci často členy kulturní organizace Kulturbund. Poté byli Němci z celé dnešní Vojvodiny odsunuti a do prázdných domů byli dosídleni Černohorci a obyvatelé z dnešní Bosny a Hercegoviny. Dnes se proto téměř třetina obyvatel Vrbasu hlásí k černohorské národnosti. Po druhé světové válce bylo převážně agrární město industrializováno. Na počátku 21. století pracovalo v průmyslu okolo tří tisíc lidí z Vrbasu. Řada místních ale dojíždí za prací i do vzdálenějších míst, např. do Nového Sadu.

## Doprava

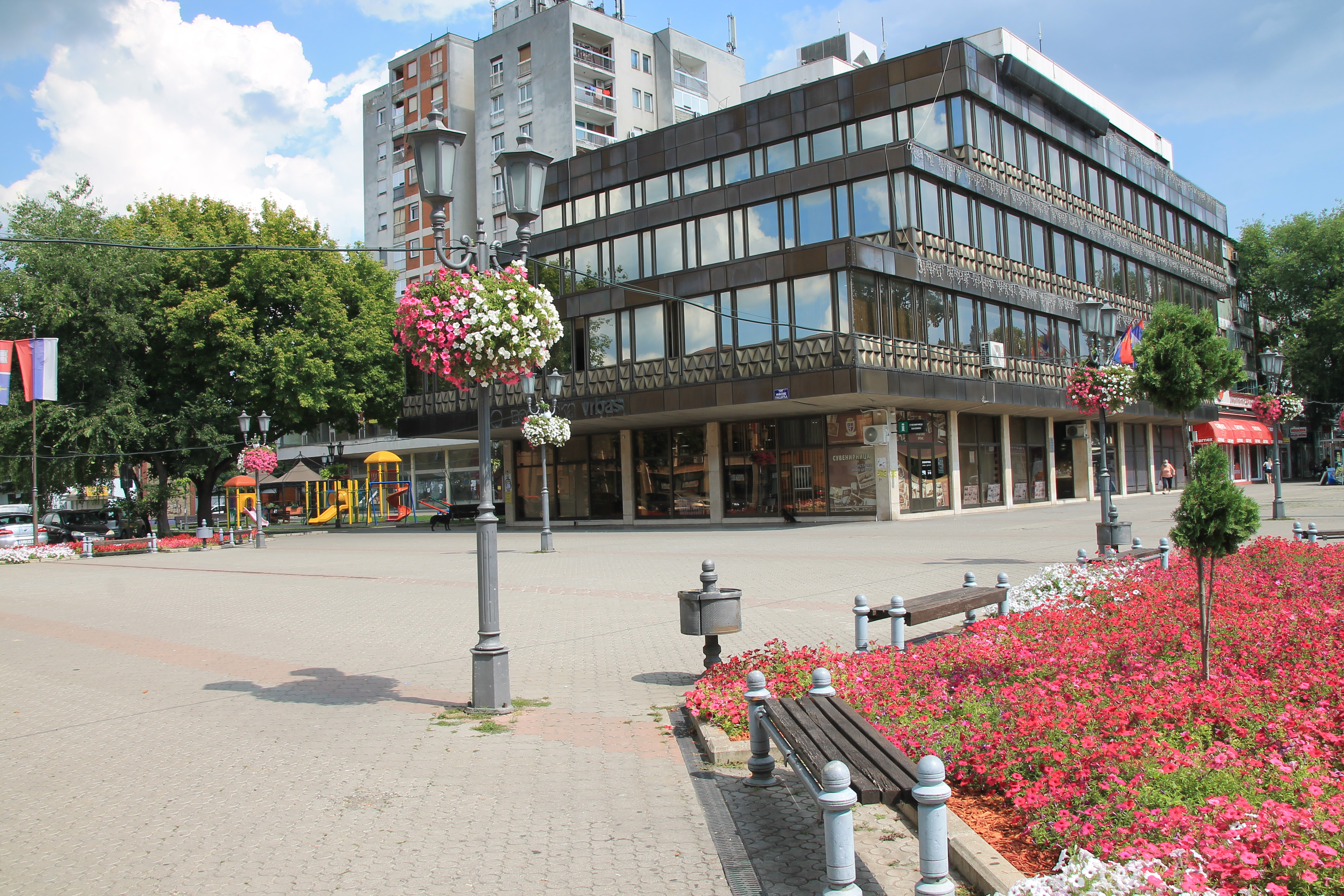
Střed města.

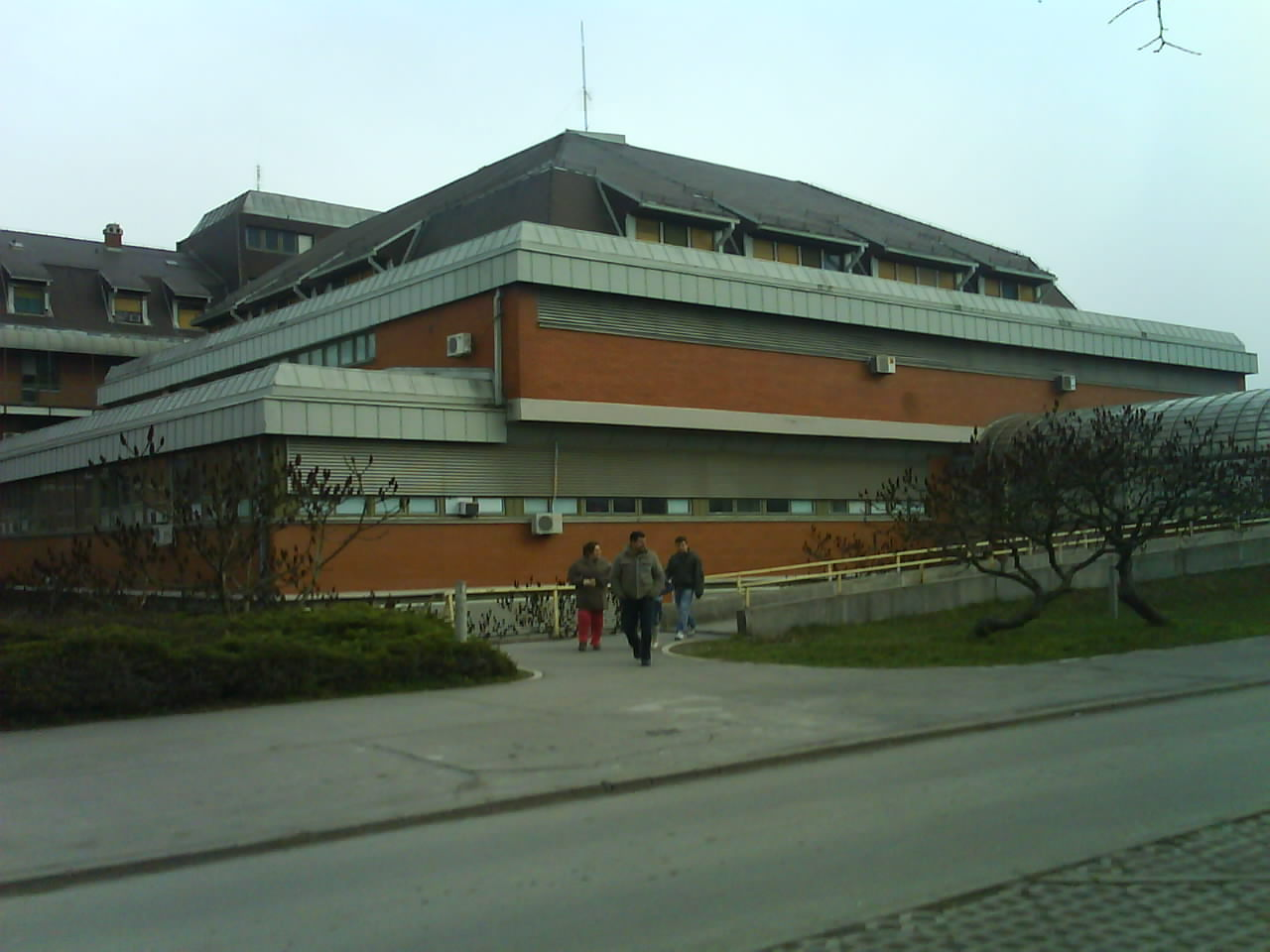
Nemocnice ve Vrbasu.

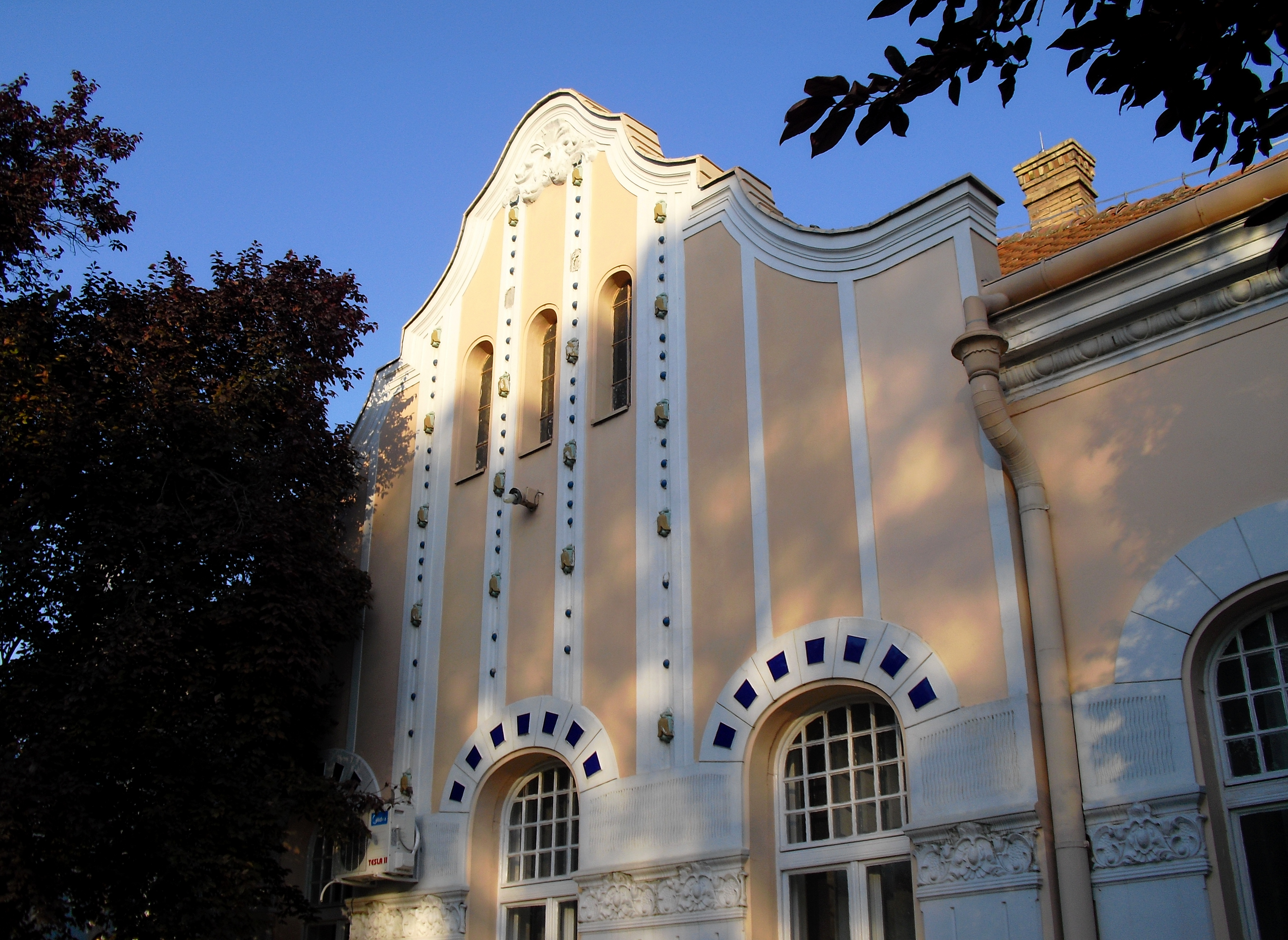
Secesní dům ve středu města.

Městem prochází Kanál DTD, železniční trať Subotica-Bělehrad s nádražím, umístěným na západním okraji města. Východně od Vrbasu se nachází i dálnice, která spojuje Srbsko s Maďarskem.

## Kultura
V roce 1962 byla založena městská knihovna, která nese název podle spisovatele Danila Kiše. Má dvě pobočky v samotném Vrbasu a zbylých pět v okolních opštinách. Disponuje fondem v souhrnné velikosti 103 000 knih, účastní se velkého množství kulturních akcí města. Dům kultury Vrbas byl založen roku 1968 a v rámci něj existovalo Kino Jugoslavija.
Od roku 1969 se ve Vrbasu pravidelně koná Festival poezie mládeže, nejstarší básnický festival v regionu.

## Zdravotnictví
Ve Vrbasu se nachází všeobecná nemocnice (srbsky Opšta bolnica) na adrese Milana Čerkića 4.

## Známé osobnosti
- Gerhard Schäffer (* 1942), rakouský politik
- Lazar Ristovski, herec
- Dejan Lutkić, herec
- Bela Pehan, malíř
- Vida Ognjenović, spisovatelka původem z černohorského Nikšiće, strávila mládí ve Vrbasu
- Igor Marojević, spisovatel
- Vladimir Kolarić, člen rockové skupiny Veliki prezir
- Vesna Drinčić Đilas, kulturní pracovník a pedagog
- Nandor Major, spisovatel a politik
- Dušan Bajatović, politik a podnikatel
- Bogoljub Bjelica, spolupracovník Slobodana Miloševiće
- Jovan Beljanski, jugoslávský partyzán
- Avgustin Hornjak, řeckokatolický duchovní
- Jovica Elezović, házenkář
- Ljubomir Fejsa, fotbalista
- Milorad Mažić, fotbalový rozhodčí
- Magdolna Ruža, zpěvačka
- Jožef Pehan
- Ilija Milovančev
- Isa Sekicki
- Pavle Kojić
- Fridrih Loc
- Mihael Lindenšmit
- Mileta Leskovac